# Oxacis coahuilae
Oxacis coahuilae är en skalbaggsart som beskrevs av Champion 1890. Oxacis coahuilae ingår i släktet Oxacis och familjen blombaggar. Inga underarter finns listade i Catalogue of Life.